# Licking
Licking é uma cidade localizada no estado americano de Missouri, no Condado de Texas.

## Demografia
Segundo o censo americano de 2000, a sua população era de 1471 habitantes.
Em 2006, foi estimada uma população de 1512, um aumento de 41 (2.8%).

## Geografia
De acordo com o United States Census Bureau tem uma área de
4,5 km², dos quais 4,5 km² cobertos por terra e 0,0 km² cobertos por água. Licking localiza-se a aproximadamente 398 m acima do nível do mar.

## Localidades na vizinhança
O diagrama seguinte representa as localidades num raio de 36 km ao redor de Licking.